# Nou Mestalla

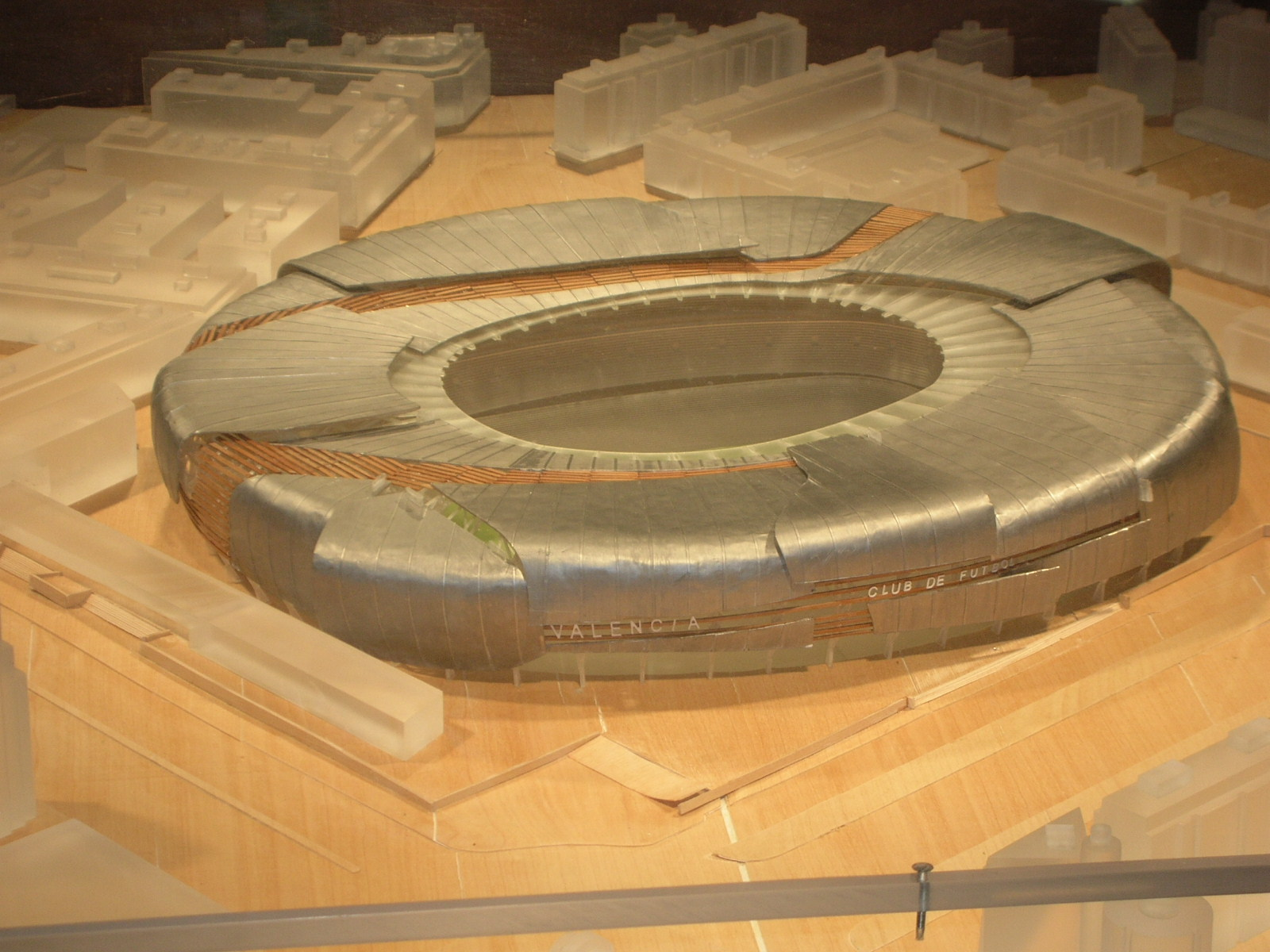
Ein früheres Modell des im Bau befindlichen Stadions

Das Nou Mestalla (valencianisch Nou Mestalla, spanisch Nuevo Mestalla) ist ein im Bau befindliches Fußballstadion im Stadtviertel Benicalap der spanischen Stadt Valencia. Der Bau wurde 2007 begonnen, musste aber im Februar 2009 wegen finanzieller Probleme des Clubs eingestellt werden. Es ist Eigentum des FC Valencia und soll dessen zukünftige Heimspielstätte werden. Die Architekten des Stadions sind Reid Fenwick Asociados und ArupSport.

## Geschichte
Die Arbeiten begannen im August 2007 und sollten im August 2010 abgeschlossen sein. Aufgrund finanzieller Schwierigkeiten des Klubs wegen der Weltfinanzkrise kam es jedoch Anfang 2009 zu einem Baustopp. Im Dezember 2011 gab der FC Valencia eine Übereinkunft mit dem spanischen Kreditinstitut Bankia bekannt, die es dem Verein erlaubt hätte, die Arbeiten wieder aufzunehmen. Das Stadion sollte demnach 2013 fertiggestellt werden.
Da Bankia durch die spanische Finanzkrise selbst in starke Bedrängnis gekommen war, wurde dem FC Valencia im September 2012 der Kredit in dreistelliger Millionen-Höhe entzogen. Im August 2014 wurden neue Kredit-Konditionen bekannt, die es ermöglichen sollten, das Stadion fertigzubauen. Zur Kostensenkung sollte die Kapazität auf 62.000 Plätze gesenkt werden. Durch Reduzierung der Gewerbeflächen und der Fassade sowie der Überdachung sollten die Kosten von ca. 344 Millionen Euro auf 200 Millionen Euro gesenkt werden. Die Arena soll auch für Leichtathletik-Wettbewerbe nutzbar sein.
Das neue Stadion wird an der Avenida de las Cortes Valencianas im Stadtviertel Benicalap auf einem ehemaligen Industriegelände an der Metrostation Beniferri errichtet. In der Nähe befindet sich das 1998 eröffnete Kongresszentrum Palau de Congressos de València und die 20 Meter hohe Skulptur von Manolo Valdés – La Dama Iberica.
Am 3. Oktober 2017 gab der FC Valencia bekannt, dass der Stadionbau bis zum Mai 2021 fertiggestellt werden solle.
Mitte April 2019 erklärte Generaldirektor Mateu Alemany auf einer Pressekonferenz, dass der Verkauf des Geländes, auf dem sich das Estadio Mestalla befindet, kurz vor dem Abschluss stehe. Mit dem Erlös solle der Bau des Nou Mestalla fortgesetzt werden. Der Zeitplan sah einen Fertigstellungstermin zum Saisonstart 2022/23 vor. Die Kapazität wurde von anfänglich 75.000 Zuschauer auf 61.500 Zuschauer gesenkt. Die Gesamtkosten des Baus sind nur schwer einzuschätzen.
Im März 2020 musste der FC Valencia einen weiteren Rückschlag in seinem Stadionprojekt hinnehmen. Die ADU Mediterráneo zog sich von der Exklusivvereinbarung über den Verkauf des alten Stadiongeländes zurück. Der fast sichere Verkauf hätte dem Club etwa 115 bis 120 Millionen Euro eingebracht. Die Wohnungen, die dort entstehen sollten, waren bereits vorreserviert. ADU Mediterráneo konnte laut Angaben des Clubs die vereinbarten Kaufbedingungen nicht mehr einhalten. Das Unternehmen kann das Stadiongelände weiterhin kaufen, man besitzt aber nicht mehr die Exklusivrechte. In der derzeitigen Situation könne der Verein nicht darauf warten, bis ADU Mediterráneo die Investition tätigen kann. Der FC Valencia sei daher wieder auf der Suche nach einem Käufer. Seit dem Baustopp 2009 versuchten insgesamt fünf Vereinspräsidenten, das Projekt wieder in Gang zu bringen. Zwischenzeitlich wurde die Platzzahl von ursprünglich 75.000 auf 55.000 herabgesetzt, so viele wie im alten Estadio Mestalla.
Am 23. Juni 2022 stellte der FC Valencia überarbeitete Pläne für das Nou Mestalla vor. Das Stadion soll zunächst 49.000 Plätze erhalten. Ein Grund für die weitere Reduzierung sei u. a. der momentane Zuschauerschnitt (Saison 2021/22: 27.349), was ein größeres Nou Mestalla nicht mal zur Hälfte füllen würde. Bei Bedarf, wie der Fußball-Weltmeisterschaft 2030, die u. a. in Spanien stattfindet, könnte es mit einer flexiblen und schnellen Erweiterung auf 70.000 Plätze ausgebaut werden. Der Club hoffte auf eine Wiederaufnahme der Arbeiten im Oktober 2022. Die Fertigstellung sei für Sommer 2025 geplant. Insgesamt werde das Projekt voraussichtlich rund 350 Millionen Euro kosten.
Im Juli 2024 wurde das Nou Mestalla, neben dem Estadio El Molinón-Enrique Castro Quini, dem Estadio Nueva Condomina und dem Estadio Balaídos, von der gekürzten Liste der möglichen spanischen WM-Stadien gestrichen.
In einer Pressekonferenz kündigte Vereinspräsident Lay Hoon Chan an, dass der Bau des Nou Mestalla am 10. Januar 2025 fortgeführt und bis spätestens 12. Juli 2027 fertiggestellt werden soll. Mit dem Verkauf des alten Mestalla will man etwa die Hälfte des Kredites in Höhe von 325 Millionen Euro, der zur Finanzierung des Baus beitragen soll, decken.